# Rotunda svatého Kříže Menšího

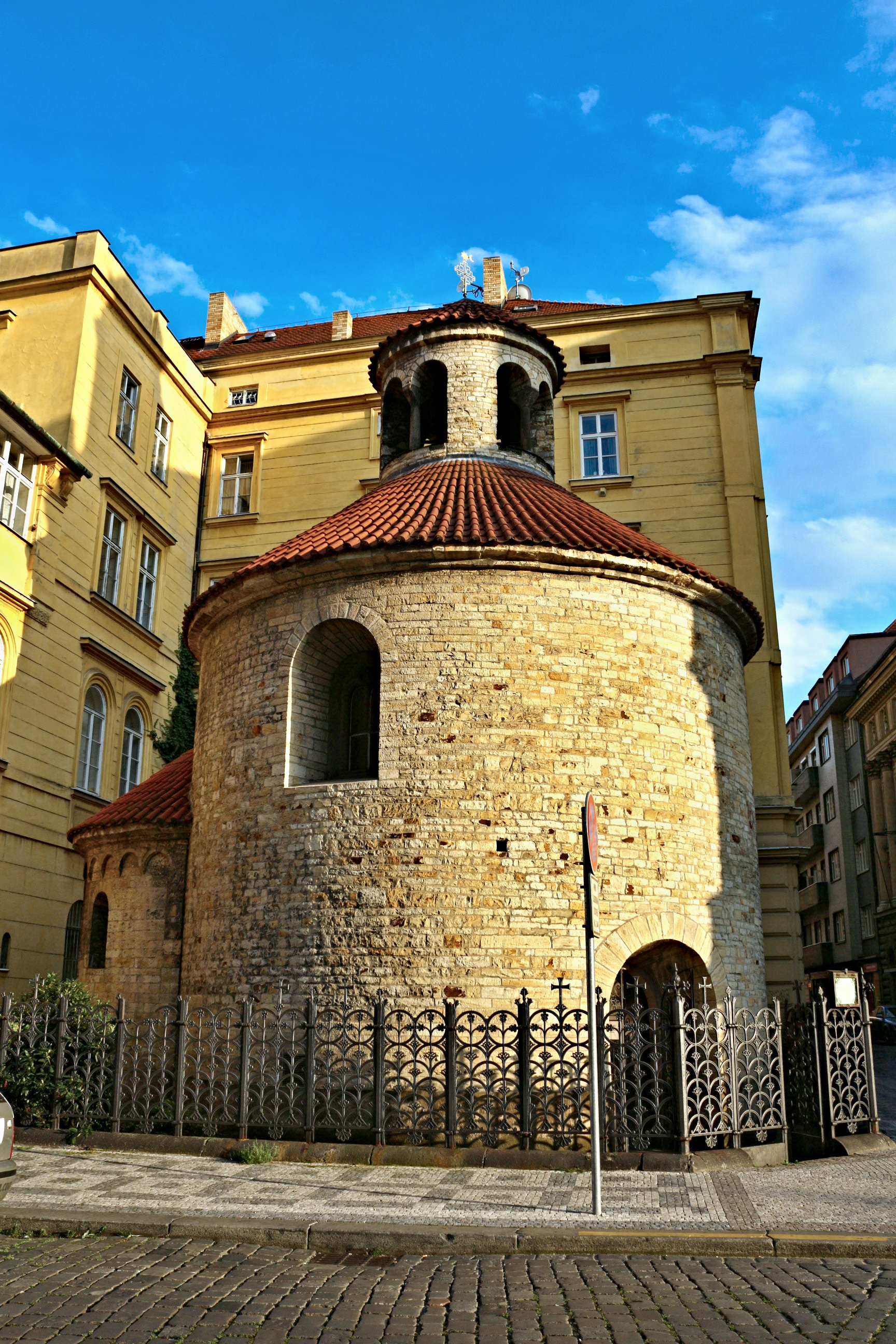
Rotunda svatého Kříže Menšího

Rotunda svatého Kříže Menšího là một công trình kiến trúc cổ mang phong cách kiến trúc Romanesque ở khu phố Cổ Praha. Công trình nằm trên giao lộ của phố Konviktská và phố Karolíny Světlé. Được xây dựng lần đầu vào năm 1125, đây được coi là công trình lâu đời nhất tại thủ đô Praha, Cộng hòa Séc.

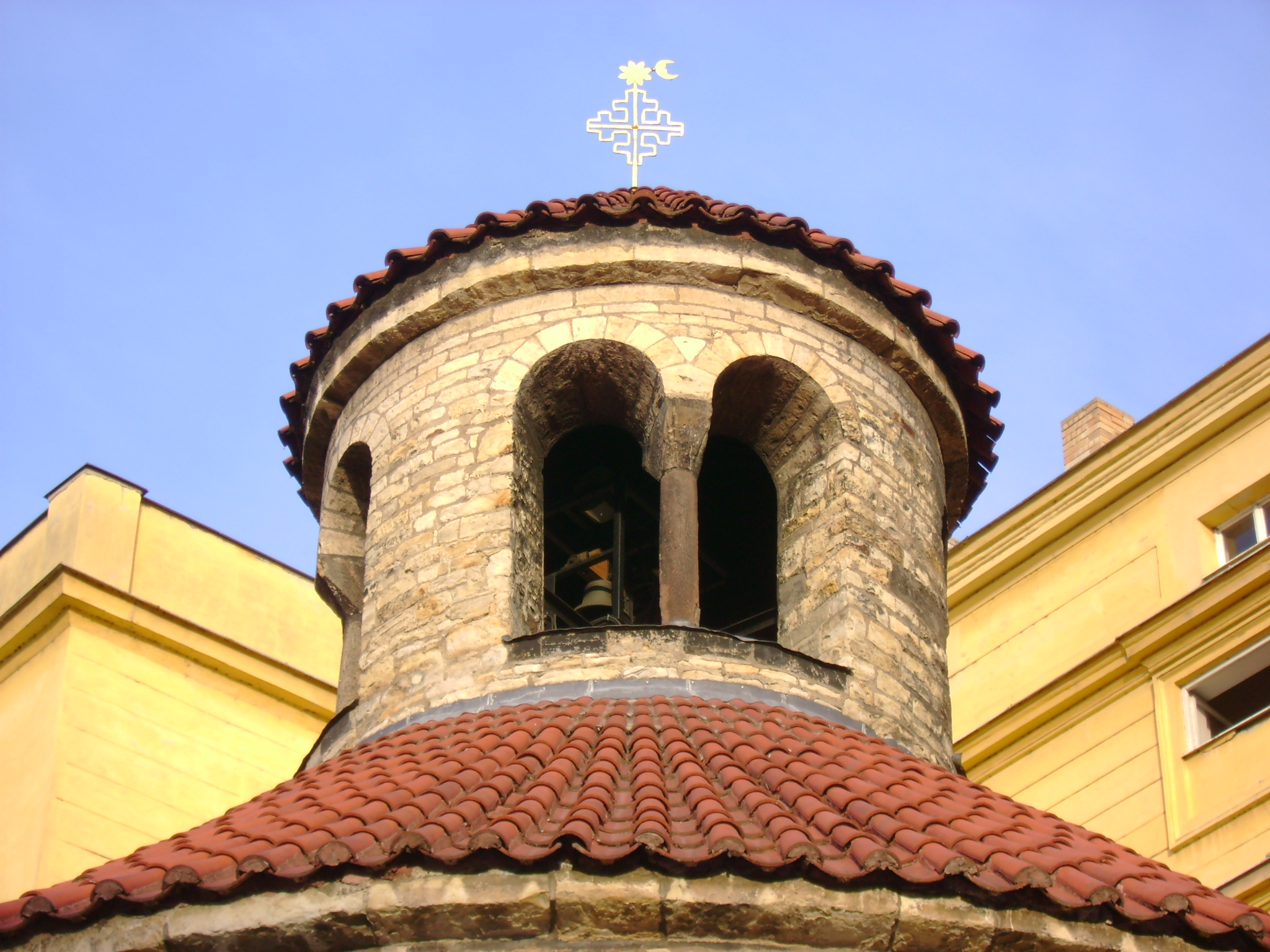
Lồng đèn trên mái nhà với thánh giá

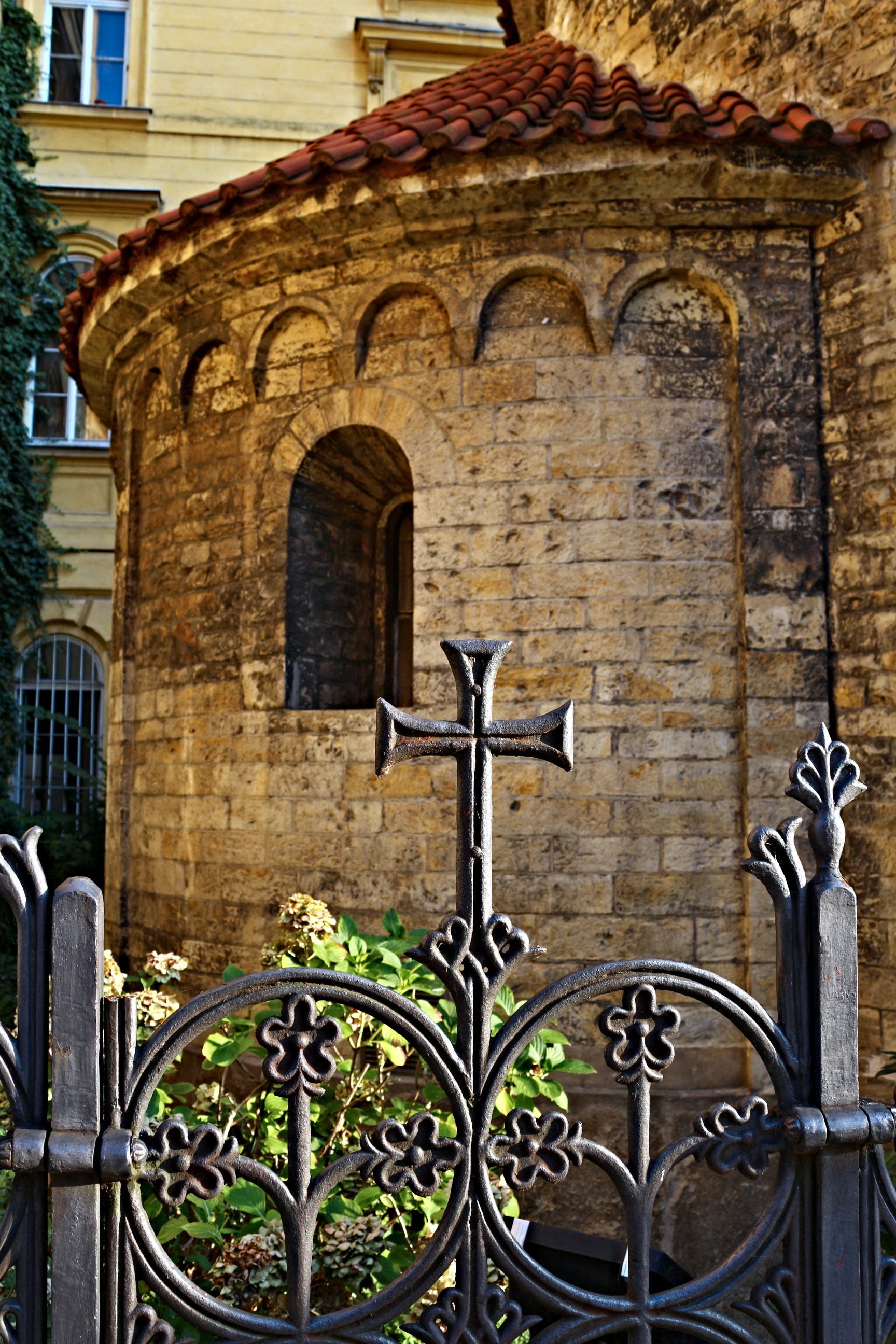

Với lối kiến trúc đơn giản, công trình được xây dựng bằng đá marlite  cắt thành viên nhỏ và xếp lên nhau tạo thành một không gian hình tròn. Ngoài ra còn có một hốc nhỏ hình bán nguyệt ở sườn phía đông tòa nhà chính. Phần công trình hình bán nguyệt này được trang trí bởi phần diềm mái rất độc đáo. Trên mái vòm có một chiếc đèn lồng và các cửa sổ được thiết kế theo phong cách Romanesque. Ở phía trên cùng còn có cây thánh giá mạ vàng, mặt trăng lưỡi liềm và một ngôi sao tám cánh.

## Lịch sử
Trong các tài liệu lịch sử, người ta đề cập đến tòa nhà Rotunda lần đầu tiên vào năm 1365, khi này nó được sử dụng làm một nhà thờ giáo xứ, nhưng tòa nhà lúc đó có vẻ cũ hơn ngày nay nhiều. Rotunda được xây dựng trên một tuyến đường thương mại quan trọng dẫn từ Vyšehrad đến ngã ba sông Vltava. Theo những gì tài liệu ghi chép lại, có thể ban đầu tòa nhà là một trong những dinh thự phố cổ thuộc khu bảo tồn tư nhân. Gần đó có một nhà thờ cũ (đã biến mất trong các cuộc chiến tranh Hussite) và một nghĩa trang địa phương.
Năm 1625, nhà thờ giáo xứ đã trao lại Rotunda giáo sĩ của Tu viện Phố Cổ. Năm 1784, dưới triều đại của Joseph II, Rotunda đã bị đóng cửa để phục vụ cho công cuộc cải cách giáo hội và từ đó tòa nhà trở thành một nhà kho của địa phương. Năm 1860, lãnh đạo thành phố đã ban bố phá bỏ tòa nhà để xây dựng một nhà thờ mới do kiến trúc sư Ferdinand Bretislav Mikovec và Josef Mánes thiết kế, tuy nhiên tổ chức Umlecká beseda đã can thiệp và ngăn chặn thành công việc phá hủy tòa nhà. Sau này, hội đồng thị trấn đã mua Rotunda từ một chủ sở hữu tư nhân và kiến trúc sư Vojtěch Ignác Ullmann đã tình nguyện khôi phục lại những phần hư hỏng của tòa nhà mà không nhận chút tiền công nào.Ngoài ra, kiến trúc sư Ullmann và họa sĩ Jan Popelík cũng góp phần thiết kế, trang trí cho công trình này.
Hiện tại, Rotunda đang được Giáo hội Công giáo Cổ sự dụng để tổ chức các buổi thờ cúng và nghi lễ tôn giáo. Bên cạnh đó, Rotunda cũng thuộc quản lý bởi giáo hội Công giáo Cổ Praha.